# Publio Petronio Turpiliano (triumviro monetale)
Publio Petronio Turpiliano (in latino Publius Petronius Turpilianus; Roma, prima del 40 a.C. – dopo il 5 a.C.) è stato un politico romano.
Fu triumviro monetale nei primi anni dell'impero, membro della gens Petronia.

## Contesto familiare
P. Petronio Turpiliano era probabilmente figlio di Publio Petronio, che fu prefetto d'Egitto dal 25/24 al 22/21 a.C..
Probabilmente sua madre potrebbe essere stata una Turpilia e Petronio Turpiliano un discendente del poeta Turpilio. Generalmente è considerato padre dell'augure Publio Petronio (console suffecto nel 19 d.C.-) e di Gaio Petronio.

## Vita
Della vita del magistrato monetario non si sa quasi nulla. Si suppone che a Petronio Turpiliano il suo incarico sia stato assegnato nell'anno 20 a.C. come ricompensa per le gesta di suo padre in Etiopia. Non di rado, l'ufficio di magistrato monetario era per giovane cavaliere, un trampolino di lancio sociale (e probabilmente anche finanziario) e così in quel tempo dovette anche la famiglia Petronio salire al Senato. Forse Petronio Turpiliano è lo stesso presente in un'iscrizione del 6/5 a.C. e che fu proconsole della Hispania Baetica. Capitale della provincia Betica, situata nel sud della penisola iberica (Hispania), era il ricco centro di Corduba (Cordova). Ci visse in quel periodo come funzionario, con sua moglie Elvia, Lucio Anneo Seneca il vecchio, che in seguito divenne noto come oratore.

## Monete

### Tipi comuni di tre magistrati monetari: propaganda di Augusto
I temi comuni usati dai tresviri monetales Petronio Turpiliano, Aquillio Floro e M. Durmio mostrano un chiaro riferimento alle vicende politiche e sociali sotto Augusto:
- Un uomo con ramo di olivo guida una biga tirata da due elefanti. La moneta a quanto pare celebra l'ambasciata indiana dell'anno 20 a.C.[6]
- Una moneta d'oro di questo periodo mostra una corona di quercia che racchiude le lettere OCS (ob civis servatos) e sotto la legenda AUGUSTUS. (La corona civica, una corona di foglie di quercia, era concessa per il salvataggio di un cittadino romano). Questa moneta è estremamente rara, solo circa cinque esemplari sono stati conservati; in un'asta un esemplare ha raggiunto i 21.000 franchi svizzeri.[7]
- Particolarmente importante per l'auto-rappresentazione di Augusto, è la restituzione delle insegne di battaglia perse da Crasso da parte del re dei Parti Fraate, sempre durante l'anno 20 a.C.: un uomo inginocchiato consegna le insegne (sign[is] rece[ptis])[8].
- Lo stesso anno (20 a.C.) un armeno inginocchiato indica la conquista dell'Armenia: ARME[NIA]. CAPT[A].[9]
- Anche la Quadriga è un simbolo di trionfo, e celebra il ritorno di Augusto nel 19. Il motivo per cui un Senatus consultum (SC) sia indicato su questa moneta non è chiaro.[10]

### Coniazioni di Petronio
I temi di cui sopra sono presenti in tutti e tre i triumviri monetali. Ognuno di loro ha anche coniato monete con tipi esclusivamente propri. Aquillio Floro mostra il proprio nome in modo molto evidente tramite un fiore, ma un'altra mostra un soldato abbattuto da un nemico. M. Durmio, d'altro canto, mostra un cinghiale trafitto dalla lancia, un cervo dilaniato da un leone e un toro. La più famosa delle sue monete potrebbe essere quella che mostra un granchio e una farfalla.
Petronio Turpiliano ha coniato usando anche molti motivi propri,; le monete sono caratterizzate da grande bellezza, e da un motivo originale.
Interessanti prima di tutto sono i motivi del dritto, che non presentano solo Augusto, ma spesso anche due divinità della origine italica, la dea Feronia e il dio Liber equiparato a Dioniso.
- Feronia era la, dea dell'alba (forse in origine etrusca, ma Varrone la chiama Sabine). Il suo tempio era situato nelle vicinanze di Capena.[11]. I seguaci della dea una volta all'anno, durante una grande festa popolare camminavano senza danni a piedi nudi su carboni ardenti e brace. Feronia era anche la dea dei mercati. Se era trattata con generosità, era mite, ma se non, allora stregava bambini e bestiame. E di fatto riceveva sacrifici da molti, non ultimi, i liberti di Roma davano al tempio molti soldi. Così il tesoro del tempio crebbe già in tempi antichi con oro e argento, fino a che Annibale non lo rapinò. Feronia come tipo monetario è una rivalutazione dei liberti, e contemporaneamente l'invito appena velato a un commercio di grandi dimensioni. L'utilizzo da parte di Petronio Turpiliano potrebbe indicare anche una discendenza sabina della gens Petronia.[12]
- Liber e Libera erano adorati insieme a Ceres in un tempio, che sarebbe stato consacrato dal dittatore Aulo Postumio nel 495 a.C., dopo aver consultato i libri sibillini, che aveva copiato un presunto Petronio Sabino. Questo potrebbe anche essere interpretato come indicazione dell'origine sabina della gens Petronia.[13]

Per l'immagine di sé di Petronio sono particolarmente importanti i rovesci:
- L'impudica vestale Tarpea che, per l'amore del nemico re sabino, aprì le porte di Roma[14] fu sepolta viva sotto gli scudi.[15] Anche dalla presentazione della innamorata Tarpea si vuole trarre conclusioni sulla discendenza sabina del magistrato monetario. Almeno questo è alquanto discutibile a causa del ruolo inglorioso di Tarpea.[16]

Qualcosa sembra un evidente riferimento alla politica del momento:
Nel 18 Augusto aveva approvato tre leggi: la lex Iulia de ambitu (in materia di corruzione), la Lex Iulia de Maritandis Ordinibus (sull'ordinamento coniugale; la mancanza di figli era disincentivata) e la Lex Iulia de adulteriis coercendis (per la prevenzione dell'adulterio).
Le monete di Petronio agiscono come sfondo propagandistico di questa politica: chi si fa corrompere ed è infedele come una volta Tarpea, che ha ricevuto la sua frase: "Il traditore è il beneficiario di un abominio".
Recentemente è stato ipotizzato un riferimento scherzoso a Turpiliano nel primo verso dell'elegia di Properzio '4.4: Tarpeiae turpe [!] sepulchrum(il turpe sepolcro di Tarpea ).
- Anche la raffigurazione del Sole e del crescente lunare[19] potrebbe far parte della propaganda augustea e sottolineare le pretese cosmologiche di dominare il mondo.[20]

Altri tipi fanno riferimento ai temi della poesia e della canzone:
- Una Sirena alata, con un flauto per mano.[21]
- Il Pegaso alato è senza dubbio una delle più belle monete di Petronio.[22]
- Lira con scudo di tartaruga[23]
- Pan con Syrinx („Flauto di Pan“) e pedum (bastone pastorale)[24]
- Infine, vi è anche un giovane satiro seduto, pensieroso con il mento nella mano destra, un doppio flauto tra le gambe incrociate.[25]

Questi tipi fanno riferimento alla morte di Virgilio nel 19 a.C.
La sirena era un angelo di morte abile nel canto, Pegaso fa riferimento alle Muse, la lira all'invenzione della poesia lirica da parte di Hermes, Pan all'invenzione del flauto pastorale;
tutto era indicativo delle opere e della morte di Virgilio.
Si è anche supposto che Petronio Turpiliano ricordasse con queste monete il suo antenato, il commediografo Turpilio. Questi scrisse circa tre generazioni prima di Turpiliano di apprezzate fabulae palliatae, note per la varietà metrica e il colore del linguaggio. La grazia delle sue molte commedie gli hanno valso il titolo onorifico di Novella Sirena, il che può spiegare, almeno il tipo monetario della sirena..